# Jaroslav Kolínek
Jaroslav Kolínek (* 12. září 1972, Sobotín) je bývalý český fotbalista, obránce a záložník.

## Fotbalová kariéra
V české lize hrál za SFC Opava. Nastoupil ve 138 ligových utkáních a dal 8 gólú. Ve druhé lize hrál i za 1. HFK Olomouc a FC Vítkovice. Kariéru ukončil dne 1. července 2011.

## Trenérská a funkcionářská kariéra
V roce 2013 začal trénovat kategorii U19 Hlučína. Roku 2015 se přesunul do Teplic, kde během 6 let vykonával několik funkcí: asistent trenéra U19 týmu, trenér B-týmu a hlavní analytik týmu. Od sezóny 2021/22 do roku 2024 působil jako sportovní manažer v SFC Opava.

## Ligová bilance
| Ročník                          | Zápasy | Góly | Klub           |
| ------------------------------- | ------ | ---- | -------------- |
| 2. česká fotbalová liga 1994/95 | -      | 0    | SFC Opava      |
| 1. česká fotbalová liga 1995/96 | 16     | 1    | SFC Opava      |
| 1. česká fotbalová liga 1996/97 | 29     | 3    | SFC Opava      |
| Gambrinus liga 1997/98          | 28     | 1    | SFC Opava      |
| Gambrinus liga 1998/99          | 29     | 1    | SFC Opava      |
| Gambrinus liga 1999/00          | 27     | 1    | SFC Opava      |
| 2. česká fotbalová liga 2000/01 | 21     | 1    | SFC Opava      |
| Gambrinus liga 2001/02          | 9      | 1    | SFC Opava      |
| 2. česká fotbalová liga 2001/02 | 11     | 1    | 1. HFK Olomouc |
| 2. česká fotbalová liga 2002/03 | 11     | 1    | FC Vítkovice   |
| 2. česká fotbalová liga 2006/07 | 28     | 1    | SFC Opava      |
| 2. česká fotbalová liga 2007/08 | 22     | 2    | SFC Opava      |
| 2. česká fotbalová liga 2008/09 | 26     | 4    | SFC Opava      |
| 2. česká fotbalová liga 2009/10 | 22     | 0    | SFC Opava      |
| CELKEM 1. česká liga            | 138    | 8    |                |